# Бузенков, Гавриил Михайлович
Гаврии́л Миха́йлович Бузенков (25 марта 1908, д. Слепцы, Смоленская губерния — 16 августа 2012, Москва) — академик ВАСХНИЛ, директор ВНИИ механизации сельского хозяйства (1966—1981), лауреат Государственной Премии СССР.

## Биография
После окончания в 1932 году Иваново-Вознесенского института северных прядильных культур, работал преподавателем, директором техникума механизации сельского хозяйства в Ростове-Ярославском, директором Ярославской областной школы механизации сельского хозяйства.
В 1943—1961 годах — в аппарате ЦК КПСС.
С 1961 года в ВНИИ механизации сельского хозяйства — руководитель лаборатории посева и посадки сельскохозяйственных культур, заместитель директора по научной работе, директор.
С 1970 член-корреспондент, с 1975 академик ВАСХНИЛ.
Известен как основоположник отечественного научного направления по созданию комбинированных сельскохозяйственных машин.
Похоронен в Москве на Преображенском кладбище.

## Научные труды
Опубликовал около 100 научных трудов, является автором 38 изобретений.
- Машины для посева сельскохозяйственных культур / соавт. С. А. Ма. — М.: Машиностроение, 1976. — 271 с.
- Технический прогресс в механизации растениеводства. — М.: Знание, 1976. — 63 с.
- Автоматизация посевных агрегатов. — М., 1979 (в соавт.).